# Kanał BK
Jeżeli edytujesz kod źródłowy, to aby uzyskać taki efekt: teoria, elektronem, Witolda Gombrowicza – twórz linki według składni: [[teoria]], [[elektron]]em, [[Witold Gombrowicz|Witolda Gombrowicza]].

Kanał potasowy BK – kanał potasowy o dużym przewodnictwie aktywowany napięciem oraz jonami wapnia, znany również jako Maxi-K, BK lub BKCa lub KCa1.1.
Kanały BK odpowiedzialne są za przewodzenie jonów potasu poprzez błonę komórkową. Ich aktywacja następuje na dwa różne sposoby: poprzez zmianę napięcia lub zwiększenie stężenia jonów Ca2+ oraz Mg2+ w komórce. Kanały BK mają zdolność regulacji wielu procesów fizjologicznych, takich jak skurcze mięśni gładkich, uwalnianie neurotransmiterów, czy rytm pracy serca. Tworzą strukturę tetrameryczną, w budowie można wyróżnić trzy główne domeny: domenę wykrywającą napięcie (VSD), domenę bramkującą por kanału (PGD) oraz cytoplazmatyczną domenę wiążącą ligand (CTD), składającą się z dwóch domen regulujących przewodzenie K+ (RCK). Jego podstawową rolą, wynikającą z przewodzenia jonów potasowych jest regulacja potencjału błonowego. Kinetyka działania kanału zależna jest od alternatywnego splicingu, fosforylacji białka, czy też połączenia z różnymi podjednostkami modulującymi beta.

## Budowa kanału BK
Monomer każdej z budujących kanał podjednostek α to produkt genu KCNMA1 – znanego również jako Slo1.
Podjednostka α zbudowana jest z trzech głównych domen, z których każda posiada inną funkcję. Domena wykrywająca napięcie odbiera sygnał dotyczący zmieniającego się potencjału elektrycznego błony komórkowej, domena bramkującą por kanału, odpowiada za otwieranie i zamykanie kanału, przez co reguluje przepływ jonów K+, natomiast cytoplazmatyczna C-końcowa domena wiążącą ligand wykrywa zmieniające się stężenie jonów Ca2+ i wiąże je w odpowiednim miejscu (zwanym „calcium bowl”).

### Budowa domen
1. Domena przezbłonowa – segment S0 (odróżniająca kanał BK od innych kanałów aktywowanych napięciem) – odpowiedzialny za modulowanie podjednostki beta oraz wrażliwość na napięcie elektryczne.
2. Domena wykrywająca napięcie – segmenty S1–S4
3. Domena bramkująca kanał– segmenty S5–S6
4. Cytoplazmatyczna domena wiążąca ligand – zbudowana z dwóch domen regulujących przewodzenie K+ (RCK1 oraz RCK2).

Domeny RCK1 i RCK2 posiadają miejsca silnie wiążące jony wapnia – jedno w domenie RCK1 oraz drugie, znane jako „calcium bowl”, zawierające serię reszt kwasu asparaginowego, znajdujące się w domenie RCK2. Miejsce wiązania jonów Mg2+ znajduje się na powierzchni pomiędzy domeną VSD oraz CTD.

## Podjednostki modulujące
Podjednostki modulujące kanał BK to podjednostki β. Możemy wyróżnić cztery typy podjednostek beta (β1- β4), kodowane w genach KCNMB1, KCNMB2, KCNMB3 oraz KCNMB4. Każda z podjednostek wyróżnia się innym poziomem ekspresji dla specyficznych tkanek oraz inaczej modyfikuje właściwości kanałów BK. Podjednostka β1 wytwarzana jest głównie w komórkach mięśni gładkich, podjednostki β2 i β3 są produkowane w neuronach, natomiast ekspresja podjednostki β4 zachodzi w mózgu.

## Badania strukturalne kanału
Badania nad strukturą kanału BK obejmują użycie dwóch metod: mikroskopii elektronowej oraz dyfraktometrii rentgenowskiej. Aktualnie zostało zdeponowanych kilka struktur, pochodzących z różnych organizmów, m.in. ślimaka morskiego (Aplysia californica) lub E.coli.
W przypadku ludzkiego kanału BK, nie została dotychczas zdeponowana pełna struktura kanału, jedynie jego część – pierścień aktywujący (złożony z domen cytoplazmatycznych).
Dostępne struktury zdeponowane w Protein Data Bank:
1. 5TJI – Ca2+ bound aplysia Slo1[3]
2. 5TJ6 – Ca2+ bound aplysia Slo1[4]
3. 3NAF – Structure of the Intracellular Gating Ring from the Human High-conductance Ca2+ gated K+ Channel (BK Channel)[5]
4. 3MT5 – Crystal Structure of the Human BK Gating Apparatus[6]

## Farmakologiczne modulatory kanału BK
Do znanych egzogennych aktywatorów kanałów BK należą tlenek węgla oraz siarkowodór. Do aktywatorów kanałów BK należą również cząsteczki syntetyczne, jak NS1619 czy NS19504. Należy wspomnieć o cząsteczce BMS204352, która dotarła do trzeciej fazy badań klinicznych, jednak odniosła niepowodzenie.
Do najbardziej znanych związków hamujących aktywność kanału należą iberiotoksyna (pozyskiwana w wyniku oczyszczania z jadu indyjskiego skorpiona Buthus tamulus) oraz paksylina (produkowana przez saprofit Penicillium paxilli).